# Rivula crassipes
Rivula crassipes är en fjärilsart som beskrevs av Turner 1908. Rivula crassipes ingår i släktet Rivula och familjen nattflyn. Inga underarter finns listade.